# Martin Seidel (Politiker)

Martin Seidel

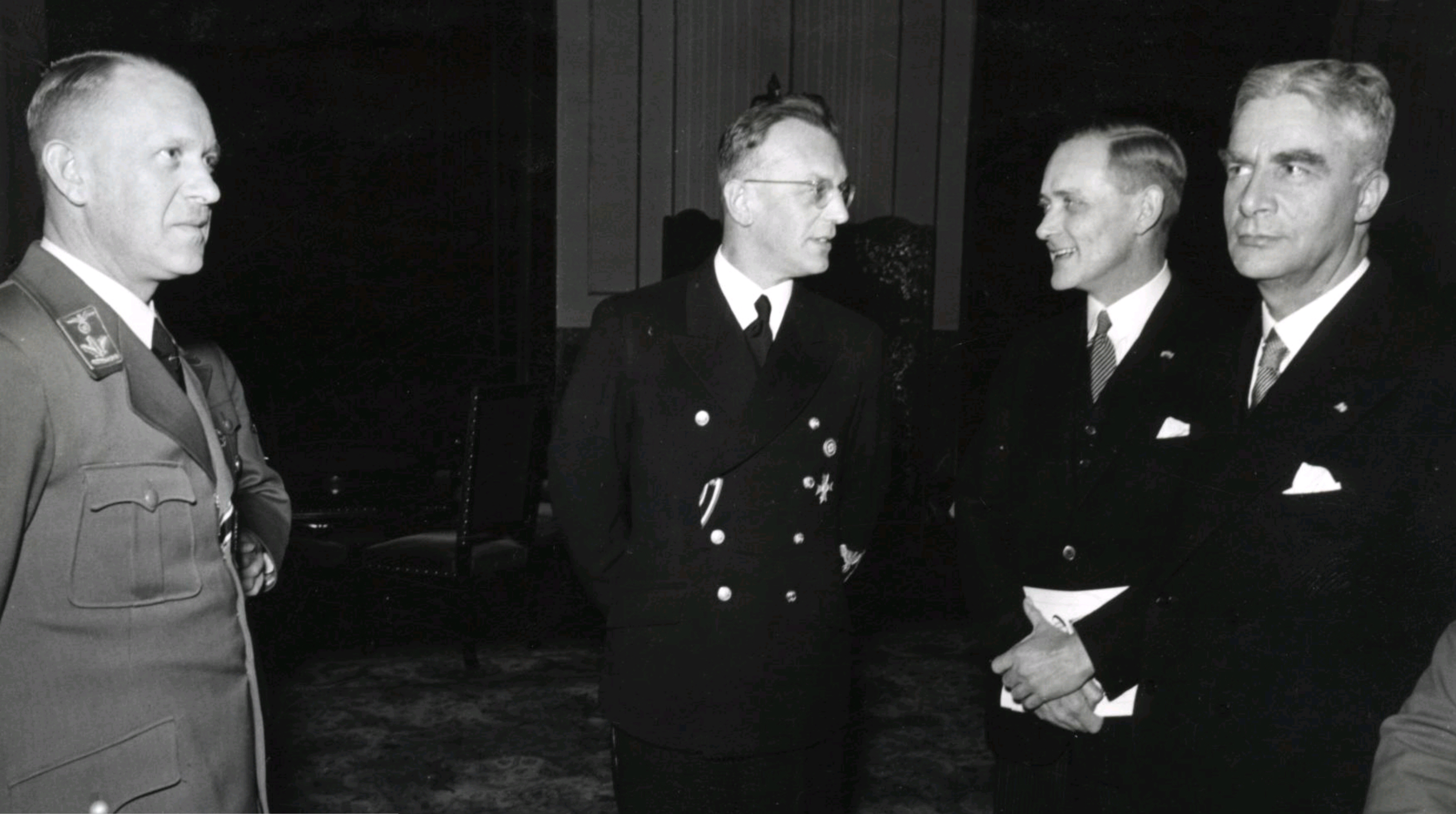
Oberdienstleiter Seidel 1941 in den Niederlanden

Martin Seidel (* 16. September 1898 in Neuhof auf Usedom; † 2. Mai 1945 in Bad Tölz) war ein deutscher Politiker (NSDAP) und SA-Führer.

## Leben und Wirken
Nach dem Besuch der Volksschule und der Mittelschule meldete Seidel sich 1914 bei Ausbruch des Ersten Weltkriegs als Freiwilliger. Nach dem Ende des Krieges bekämpfte er von 1919 bis 1922 als Freikorps-Mitglied die Münchner Räterepublik, die Ruhrbesetzung in Mitteldeutschland und die Aufstände in Oberschlesien.
Anschließend war Seidel bis 1928 in der völkischen Bewegung tätig. 1929 wurde er Mitglied der NSDAP und amtierte dann bis 1933 als Ortsgruppen-, Bezirks- und Kreisleiter sowie als Gauinspekteur in der Partei.
Am 1. Oktober 1933 wurde Seidel zum Gebietsinspekteur und zum Beauftragten der Parteileitung ernannt. 1934 wurde er zum Hauptamtsleiter im Stab des Stellvertreters des Führers berufen.
Im September 1934 zog Seidel als Ersatzmann für den am 30. Juni 1934 während der Röhm-Affäre erschossenen Reichstagsabgeordneten August Schneidhuber in den nationalsozialistischen Reichstag ein, dem er bis zu seinem Tod als Vertreter des Wahlkreises 33 (Hessen) angehörte. Er leitete 1936 das Reichslager der NSDAP.
Nach Ausbruch des Zweiten Weltkrieges leistete er Kriegsdienst. Zwischen 1940 und 1942 war Seidel Beauftragter für die Provinz Nordholland beim Reichskommissar der besetzten niederländischen Gebiete. Als SA-Mitglied erreichte er den Rang eines SA-Oberführers.
Seidel vergiftete sich und seine Familie am 2. Mai 1945 in seinem Wohnhaus in Bad Tölz.